# Ian Madigan
Ian Madigan (Dublino, 21 marzo 1989) è un rugbista a 15 irlandese, internazionale per l'Irlanda, che gioca nel ruolo di mediano d'apertura con il Bristol. È in grado di ricoprire anche i ruoli di tre quarti centro ed estremo.

## Biografia
Ian Madigan debuttò con Leinster a maggio 2009 contro i Dragons in una partita di Celtic League.
Già pienamente integratosi nella franchigia irlandese, giocò nella vittoriosa finale di Heineken Cup 2010-11 contro il Northampton subentrando nei minuti finali a Jonathan Sexton.
L'anno seguente disputò nuovamente un'altra vittoriosa finale di Heineken Cup contro Ulster innescando con un lungo passaggio a Seán O'Brien la meta segnata da Sean Cronin a tempo scaduto.
Con Jonathan Sexton assente per una parte della stagione a causa di un infortunio, realizzando in totale 186 punti Ian Madigan risultò il maggiore realizzatore di punti del Pro12 2012-13 vinto alla fine dal Leinster. Lo stesso anno in cui vinse il suo primo Pro12, durante il Sei Nazioni 2013, il 9 marzo avvenne il suo debutto internazionale con l'Irlanda affrontando la Francia a Dublino.
Dopo la partenza di Jonathan Sexton, trasferitosi nel 2013 in Francia per giocare con il Racing Métro, Madigan dovette competere con il neozelandese Jimmy Gopperth, appena arrivato dal Newcastle, per la maglia di numero 10 titolare. I due ebbero anche occasione di giocare insieme, con Madigan schierato primo centro. Considerato il suo livello di forma, l'irlandese venne dato tra i possibili convocati nei British and Irish Lions per il loro tour in Australia del 2013. Madigan segnò la meta decisiva che permise al Leinster di vincere la semifinale del Pro12 2013-14 contro l'Ulster; in seguito la franchigia irlandese vinse il torneo sconfiggendo in finale i Glasgow Warriors.

## Palmarès
- Heineken Cup: 3
Leinster: 2008-09, 2010-11, 2011-12
- Challenge Cup: 1
Leinster: 2012-13
- Pro12: 2
Leinster: 2012-13, 2013-14